# Per Bjørang
Per Andris Bjørang (* 31. ledna 1948 Lillehammer) je bývalý norský rychlobruslař.
Na norských seniorských šampionátech startoval od roku 1969, na velkých mezinárodních závodech debutoval 31. místem na Mistrovství světa ve sprintu 1971. Zúčastnil se Zimních olympijských her 1972 a ve svém jediném olympijském závodě na 500 m skončil čtvrtý. Největšího úspěchu dosáhl v roce 1974, kdy vyhrál sprinterský světový šampionát. Sportovní kariéru ukončil po sezóně 1976/1977.